# Рампал
Рампал (бенг. রামপাল, англ. Rampal) — город на юго-западе Бангладеш, административный центр одноимённого подокруга. Площадь города равна 0,92 км². По данным переписи 2001 года, в городе проживало 1485 человек, из которых мужчины составляли 59,73 %, женщины — соответственно 40,27 %. Уровень грамотности населения составлял 77,5 % (при среднем по Бангладеш показателе 43,1 %). 